# Encanto
Encanto là một đô thị thuộc bang Rio Grande do Norte, Brasil. Đô thị này có diện tích 125,747 km², dân số năm 2007 là 4856 người, mật độ 38,6 người/km².